# Diemjanowo (wieś w obwodzie kirowskim)
Diemjanowo (ros. Демьяново) – wieś (dieriewnia) w Rosji, w obwodzie kirowskim, w rejonie podosinowskim. W 2010 liczyła 9 mieszkańców.